# Jigok-myeon, Hamyang-gun
Jigok-myeon (koreanska: 지곡면) är en socken i provinsen Södra Gyeongsang i den södra delen av Sydkorea, 230 km söder om huvudstaden Seoul. Den ligger i östra delen av kommunen Hamyang-gun.